# Oskar Wentrup
Oskar Wentrup (* 3. Dezember 1877 in Lüdinghausen in Westfalen; † 25. Juni 1958 in Montabaur) war ein deutscher Jurist und Politiker (Zentrum) sowie Mitglied der verfassungsgebenden preußischen Landesversammlung.

## Leben
Nach dem Abitur am Gymnasium Lingen absolvierte Oskar Wentrup ein Studium der Philosophie und Rechtswissenschaften an den Universitäten in Freiburg/Breisgau (Mitglied der katholischen Studentenverbindung KDStV Hercynia im CV), München (Philosophie), Innsbruck, Halle/Saale, Berlin und Göttingen.
Er ließ sich als Rechtsanwalt in Montabaur  nieder und engagierte sich politisch. Wentrup wurde Mitglied der Deutschen Zentrumspartei und erhielt 1919 zusammen mit weiteren 22 Bewerbern aus dem Wahlkreis 19 Hessen-Nassau ein Mandat für die verfassungsgebende Preußische Landesversammlung. Diese wurde nach der Novemberrevolution zum Zweck der Beratung und Verabschiedung einer Verfassung für den Freistaat Preußen gebildet. Vom 30. Mai 1919 an fungierte er als Schriftführer im Fraktionsvorstand der  Zentrumspartei.
Im selben Jahr wurde er auch Magistratsschöffe in der Stadtverordnetenversammlung Montabaur.
1923 wurde er im Rahmen der Ruhrbesetzung durch die Interalliierte Rheinland-Kommission nach Limburg ausgewiesen.
Er kam nach Westfalen, wo er 1928 Oberregierungsrat im Oberpräsidium Münster und 1931 in gleicher Funktion in Berlin tätig wurde.
Er musste Kriegsdienst leisten; 1942 wurde ihm das Kriegsverdienstkreuz II. Klasse verliehen.
1944 kam er nach Montabaur zurück und trat 1958 als Regierungsdirektor in den Ruhestand.

### Familie
Er war verheiratet mit Maria Langen (* 23. August 1874 in Lingen). Aus der Ehe ist der Sohn Hermann (* 24. Dezember 1910 in Montabaur) hervorgegangen.